# Open 13 Provence 2020
L'Open 13 Provence 2020 è stato un torneo di tennis giocato sul cemento indoor. È stata la 28ª edizione del torneo facente parte dell'ATP Tour 250 nell'ambito dell'ATP Tour 2020. Si è giocato al Palais des Sports di Marsiglia, in Francia, dal 17 al 23 febbraio 2020.

## Partecipanti

### Teste di serie
| Nazionalità | Giocatore             | Ranking* | Testa di serie |
| ----------- | --------------------- | -------- | -------------- |
| Russia      | Daniil Medvedev       | 5        | 1              |
| Grecia      | Stefanos Tsitsipas    | 6        | 2              |
| Belgio      | David Goffin          | 10       | 3              |
| Canada      | Denis Shapovalov      | 16       | 4              |
| Russia      | Karen Chačanov        | 17       | 5              |
| Francia     | Benoît Paire          | 19       | 6              |
| Canada      | Félix Auger-Aliassime | 21       | 7              |
| Polonia     | Hubert Hurkacz        | 29       | 8              |

* Ranking al 10 febbraio 2020.

### Altri partecipanti
I seguenti giocatori hanno ricevuto una wild card per il tabellone principale:
- Grégoire Barrère
- Antoine Hoang
- Harold Mayot

Il seguente giocatore è entrato in tabellone tramite il ranking protetto:
- Vasek Pospisil

I seguenti giocatori sono entrati in tabellone passando dalle qualificazioni:

- Jahor Herasimaŭ
- Norbert Gombos
- Il'ja Ivaška
- Dennis Novak

Il seguente giocatore è entrato in tabellone come lucky loser:
- Emil Ruusuvuori

### Ritiri
Prima del torneo
- Pablo Carreño Busta → sostituito da  Mikael Ymer
- Jérémy Chardy → sostituito da  Pierre-Hugues Herbert
- Daniel Evans → sostituito da  Jannik Sinner
- Fabio Fognini → sostituito da  Michail Kukuškin
- Filip Krajinović → sostituito da  Emil Ruusuvuori
- João Sousa → sostituito da  Stefano Travaglia
- Jo-Wilfried Tsonga → sostituito da  Richard Gasquet

## Partecipanti al doppio

### Teste di serie
| Nazione     | Giocatore      | Nazione  | Giovatore              | Ranking* | Testa di serie |
| ----------- | -------------- | -------- | ---------------------- | -------- | -------------- |
| Germania    | Kevin Krawietz | Germania | Andreas Mies           | 23       | 1              |
| Paesi Bassi | Wesley Koolhof | Croazia  | Nikola Mektić          | 36       | 2              |
| Sudafrica   | Raven Klaasen  | Austria  | Oliver Marach          | 42       | 3              |
| Austria     | Jürgen Melzer  | Francia  | Édouard Roger-Vasselin | 55       | 4              |

* Ranking aggiornato al 10 febbraio 2020.

### Altri partecipanti
Le seguenti coppie hanno ricevuto una wild card per il tabellone principale:
- Arthur Cazaux /  Harold Mayot
- Petros Tsitsipas /  Stefanos Tsitsipas

## Campioni

### Singolare
Stefanos Tsitsipas ha sconfitto in finale  Félix Auger-Aliassime con il punteggio di 6-3, 6-4.
- È il quinto titolo in carriera per Tsitsipas, primo della stagione.

### Doppio
Nicolas Mahut /  Vasek Pospisil hanno sconfitto in finale  Wesley Koolhof /  Nikola Mektić con il punteggio di 6-3, 6-4.